# Macaranga belensis
Macaranga belensis är en törelväxtart som beskrevs av Lily May Perry. Macaranga belensis ingår i släktet Macaranga och familjen törelväxter. Inga underarter finns listade i Catalogue of Life.